# Lagomar

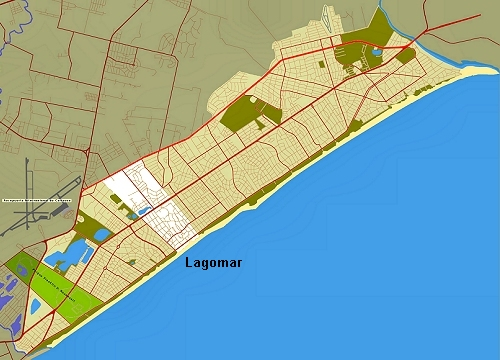
Lage Lagomars in der Ciudad de la Costa.

Lagomar ist eine Stadt in Uruguay.

## Geographie
Die Küstenstadt befindet sich im südlichen Teil des Departamento Canelones in dessen Sektor 37. Sie grenzt dabei mit ihrer Südostseite an den Río de la Plata. Am sich nach Nordosten fortsetzenden Küstenabschnitt schließt unmittelbar El Bosque an, während im Landesinneren am Nordwestende El Bosques Solymar eine gemeinsame Stadtgrenze mit Lagomar besitzt. 
Im Südwesten Lagomars ist an der Küste San José de Carrasco zu finden ist.

## Infrastruktur
Lagomar liegt an der Südseite der Ruta Interbalnearia.

## Einwohner
Die Einwohnerzahl von Lagomar beträgt 8.068. (Stand: 2011)
| Jahr | Einwohner |
| ---- | --------- |
| 1963 | 418       |
| 1975 | 3.127     |
| 1985 | 4.949     |
| 1996 | 7.021     |
| 2004 | 7.798     |
| 2011 | 8.068     |

Quelle: Instituto Nacional de Estadística de Uruguay

## Söhne und Töchter der Stadt
- Ignacio Neira (* 1998), Fußballspieler